# Power electronics
Genres associés
Death industriel
Le power electronics est un genre de musique bruitiste.

## Histoire
Le terme est inventé par William Bennett dans le livret de l'album Psychopathia Sexualis de Whitehouse, qui coïncide avec les débuts du label Industrial Records, et sera plus tard englobé dans la musique bruitiste. Effets Larsen prolongés, grincements stridents ou ronflements d'impulsions infra-basses créées au synthétiseur analogique, à quoi viennent souvent s'ajouter des paroles distordues, hurlées, parfois haineuses et agressives, sont l'apanage de ce genre musical. Profondément atonale, il n'y a pas dans cette musique de mélodies ou de rythmes conventionnels. Le magazine Tellus Cassette Audio Magazine produit, en 1986, une compilation cassette appelée Power Electronics, imaginée par Joseph Nechvatal.

## Death industriel
Le death industriel, un sous-genre de la musique industrielle souvent associé au power electronics, se différencie par un rythme plus lent, plus atmosphérique, moins abrasif et une sonorité qui rappelle le dark ambient. On peut citer des groupes tels que: Brighter Death Now, Anenzephalia, Atrax Morgue, Aelia Capitolina, Author & Punisher, Genocide Organ, etc.